# هاینر ریندرمن
هاینر ریندرمن (انگلیسی: Heiner Rindermann؛ زادهٔ ۱ ژانویهٔ ۱۹۶۶) استاد، و روان‌شناس اهل آلمان است.

## هوش و آموزش
مطالعه‌ای در سال ۲۰۰۷ توسط ریندرمن، همبستگی بالایی بین نتایج مطالعات ارزیابی دانش‌آموزان بین‌المللی از جمله روند بین‌المللی مطالعات علمی و ریاضیات، PIRLS , PISA و میانگین نمرات IQ ملی نشان داد. نتایج به‌طور کلی مشابه نتایج کتاب ریچارد لین و تاتو وانهانن، بهره هوشی و ثروت ملت‌ها بود. به گفته ارل بی هانت، به دلیل وجود داده‌های بسیار بیشتر، تحلیل ریندرمن قابل اعتمادتر از تحلیل‌های لین و وانهانن بود. ریندرمن با اندازه‌گیری رابطه بین داده‌های آموزشی و رفاه اجتماعی در طول زمان، یک تحلیل علّی نیز انجام داد و دریافت که سرمایه‌گذاری کشورها در آموزش منجر به افزایش رفاه در آینده می‌شود.